# Poppi
Poppi ist eine italienische Gemeinde mit 5799 Einwohnern (Stand 31. Dezember 2023) in der Provinz Arezzo in der Region Toskana und ist Mitglied der Vereinigung I borghi più belli d’Italia (Die schönsten Orte Italiens).

## Geografie

Lage von Poppi in der Provinz Arezzo

Die Gemeinde liegt fast 35 km nördlich der Provinzhauptstadt Arezzo und 50 km östlich der Regionalhauptstadt Florenz im Tal des Casentino und am Arno (8 km im Gemeindegebiet). Weitere wichtige Gewässer sind die Torrent Roiesiene (6 von 6 km im Gemeindegebiet) und der Sova (8 von 8 km im Gemeindegebiet). Der Ort liegt in der klimatischen Einordnung italienischer Gemeinden in der Zone E, 2 306 GR/G.
Zu den Ortsteilen von Poppi gehören Avena (511 m), Badia Prataglia (835 m), Becarino (390 m), Buiano (350 m), Camaldoli (916 m), Lierna (544 m), Memmenano (413 m), Moggiona (698 m), Porrena (413 m), Quota di Poppi (678 m), Riosecco (397 m) und San Martino Tremoleto (481 m).
Die Nachbargemeinden sind Bagno di Romagna (FC), Bibbiena, Castel Focognano, Castel San Niccolò, Chiusi della Verna, Ortignano Raggiolo und Pratovecchio Stia.

## Geschichte
Während Poppi heute abseits der wichtigen Verkehrswege liegt und wenig bekannt ist, spielte es im 13. und 14. Jahrhundert als Hauptsitz einer Adelsfamilie, der Guidi, eine wichtige Rolle in den Geschehnissen der Toskana zwischen Arezzo und Florenz und somit zwischen Ghibellinen und Guelfen. Gekrönt wird Poppi durch die Burg der Grafen Guidi (Castello dei Conti Guidi), die die Stadt und das Casentino beherrscht. 1441 und somit vergleichsweise spät, kam Poppi unter die Herrschaft der Republik Florenz, womit die Vertreibung der Guidi zugleich am äußersten Endpunkt der alten Feudalherrschaften in der Toskana stand.
Der Name „Poppi“ lässt sich etymologisch auf den Begriff „poplo“, also „Anhöhe“ oder „Hügel“, aus der tyrrhenischen Sprachepoche zurückführen. Daher liegt es nahe, dass bereits vor dem 8. Jahrhundert eine Siedlung dieses Namens gegründet wurde. In Quellen erwähnt wird Poppi allerdings erst im 12. Jahrhundert.

## Sehenswürdigkeiten

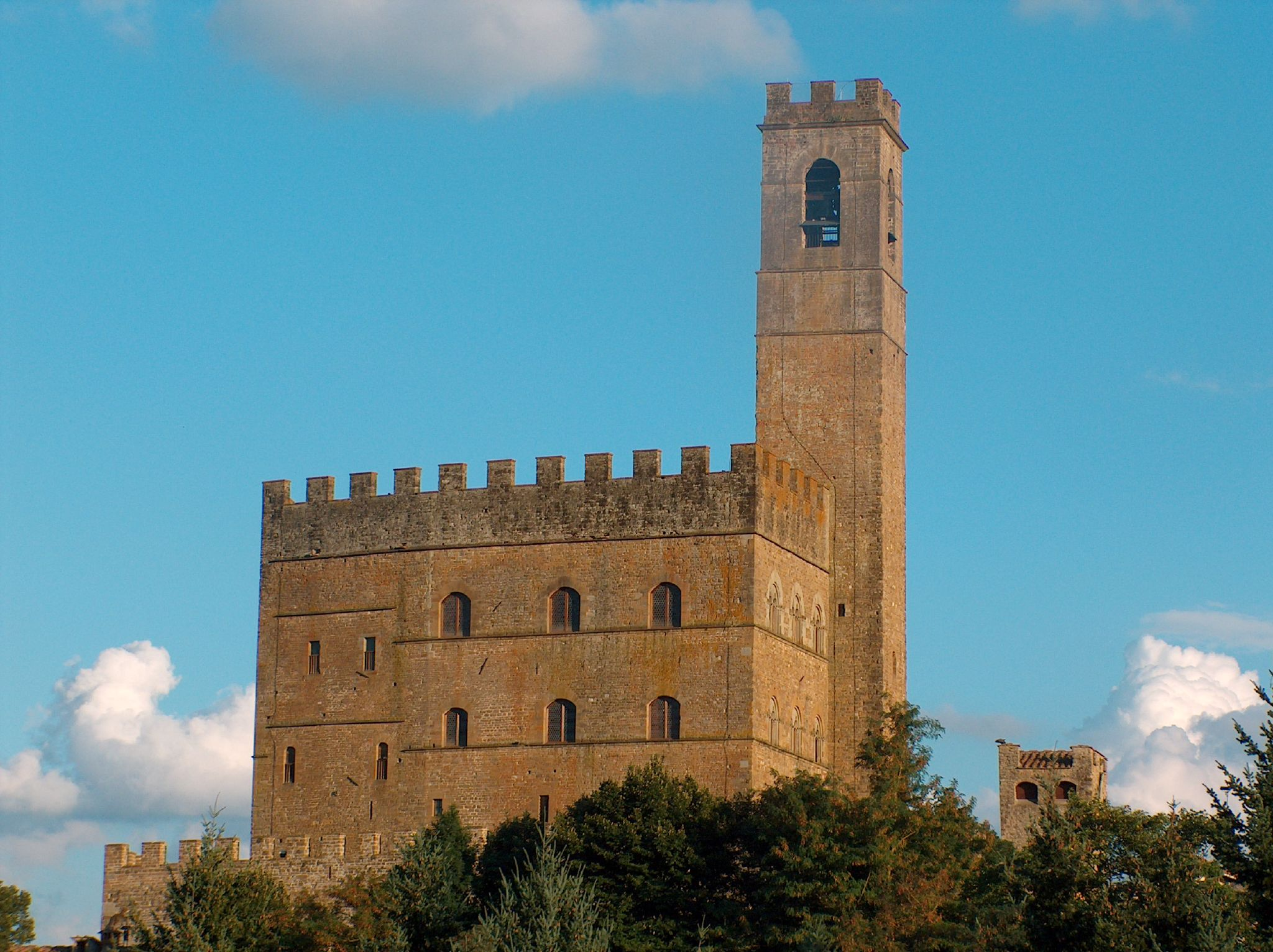
Die Burg der Conti Guidi

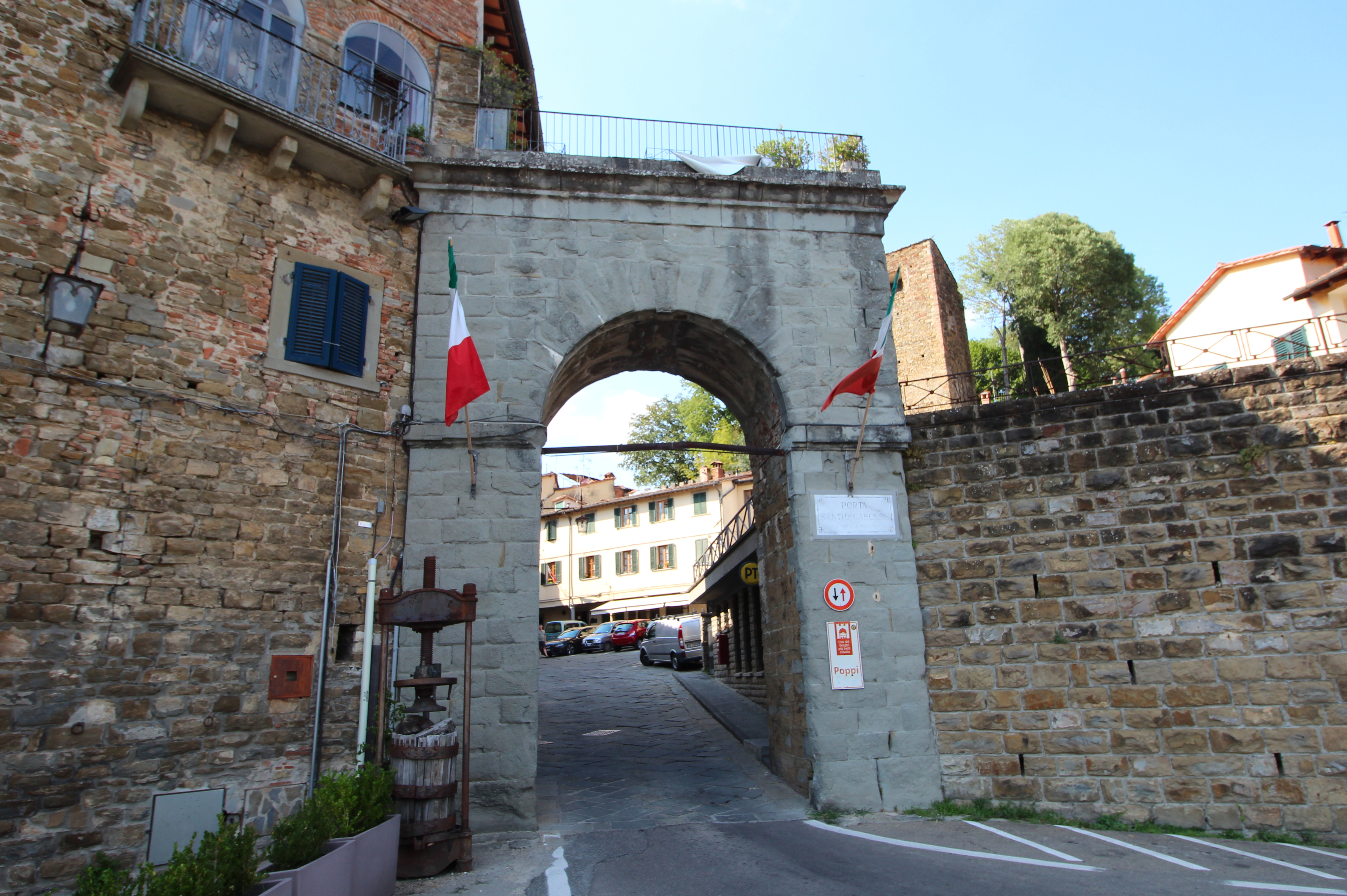
Stadttor Porta Santi di Cascese

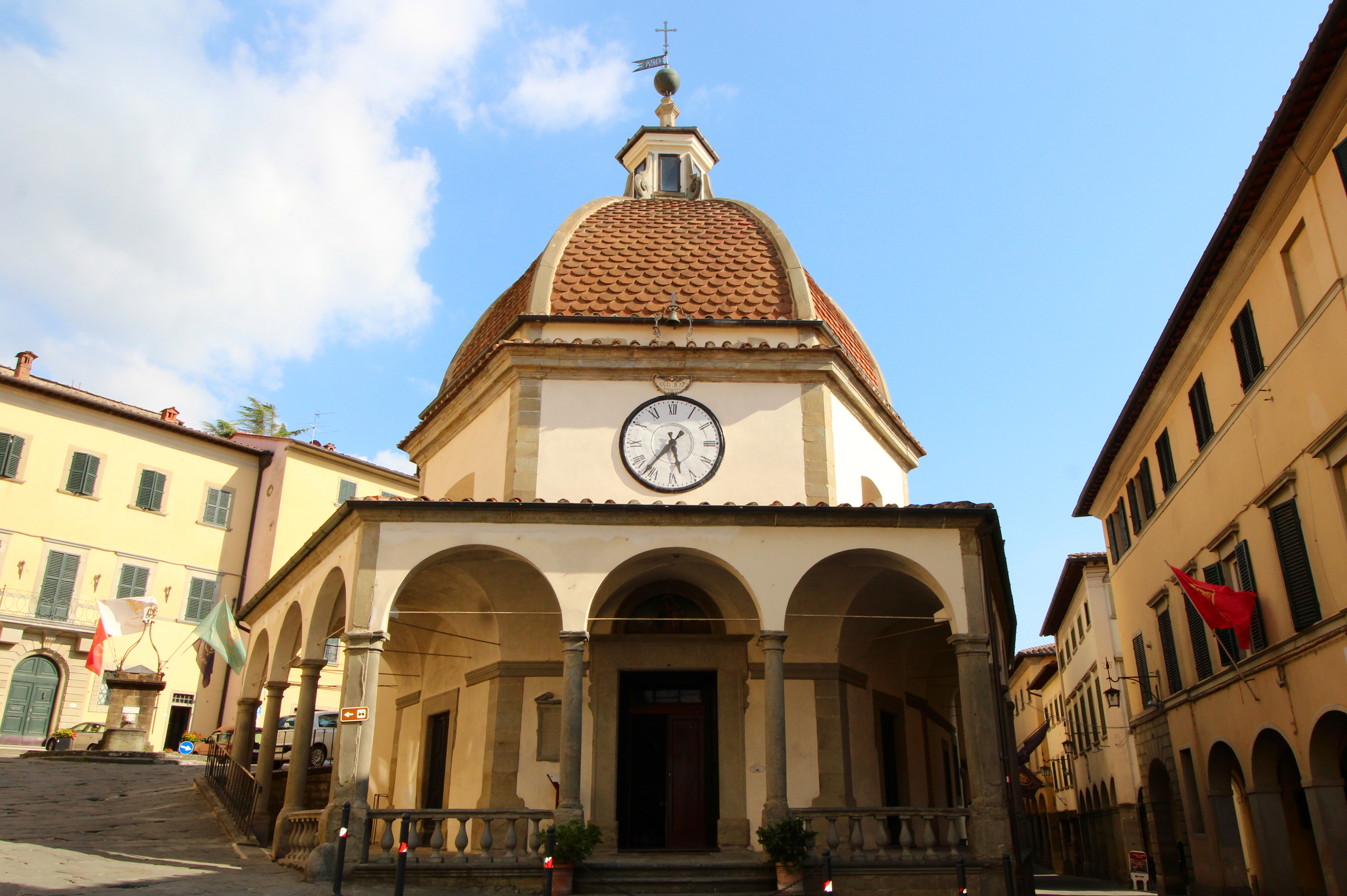
Die Kirche Madonna del Morbo

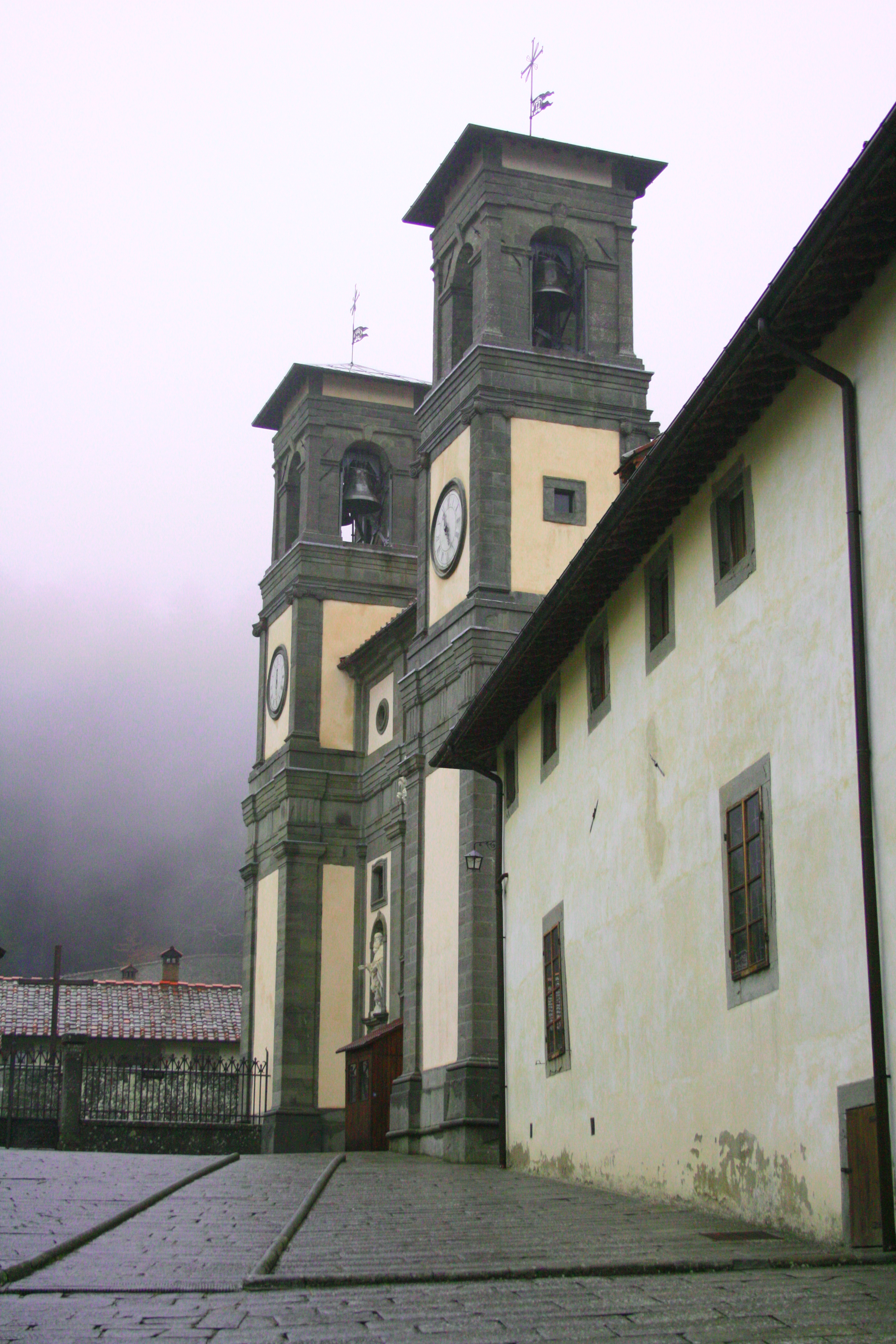
Die Kirche San Salvatore in der Einsiedelei Camaldoli

- Castello dei Conti Guidi, Burg der Conti Guidi, die erstmals 1191 erwähnt wurde.[6]
- Propositura dei Santi Marco e Lorenzo, Kirche im Ortszentrum. Entstand 1284 und wurde im 18. Jahrhundert neu ausgerichtet. Neu geweiht wurde sie 1784. Enthält die Werke Pentecoste (um 1575) und Deposizione von Francesco Morandini sowie Resurrezione di Lazzaro von Iacopo Ligozzi (1619).[7]
- Chiesa di San Fedele, Kirche im Ortskern aus dem Jahr 1185. Entstand als Kirche der Vallombrosaner zu der dazugehörigen Abtei. Wurde von 1928 bis 1934 von Giuseppe Castellucci restauriert.[8]
- Chiesa della Madonna del Morbo, Kirche an der Piazza Amerighi im Ortskern aus dem Jahr 1657. Enthält das Werk Madonna con il Bambino e San Giovannino, das der Werkstatt des Fra’ Filippino zugeschrieben wird.[7]
- Santa Maria Assunta e San Bartolomeo, Kirche der Abtei Badia Prataglia, die 1008 von Elemperto (Bischof von Arezzo) geweiht wurde.[7]
- Eremo di Camaldoli, Einsiedelei des Kamaldulenserordens, eremitisch lebender Zweig der Benediktiner ca. 3 km nördlich des Klosters. Die Einsiedelei liegt bei 1104 m, die ersten fünf Zellen und ein kleines Gebetshaus entstanden 1023 durch Romuald von Camaldoli. Heute sind dort zwanzig Zellen vorhanden. Linksseitig des Eingangs liegt die Kapelle Cappella di Sant’Antonio. Die Kirche San Salvatore liegt rechtsseitig und wurde erstmals 1027 geweiht. 1658 entstand ein Neubau, der 1693 durch einen Brand zerstört wurde. 1708 wurde die Kirche wieder geweiht. Die Fassade enthält drei Statuen: San Salvatore (mittig), San Romualdo und San Benedetto (seitlich).[8]
- Monastero di Camaldoli, Kloster der Kamaldulenser ca. 3 km südlich der Einsiedelei bei 816 m. Das Gelände stammt aus einer Schenkung des Maldolo d’Arezzo, der hier die Burg Castello Fontebuona besaß, an Romuald um das Jahr 1012. Der Name änderte sich später von Casa Maldolo nach Ca’ Maldolo und letztlich Camaldoli. Die barocke Klosterkirche Santi Donato e Ilariano ist mit Werken von Giorgio Vasari ausgestaltet und entstand im frühen 16. Jahrhundert über einer wesentlich älteren Kirche.[8]
- Monastero delle Camaldolesi e Chiesa della Santissima Annunziata, Kloster der Kamaldulenser im unteren Teil von Poppi nahe Certomondo. Das Kloster entstand von 1563 bis 1565. Enthält mehrere Werke von Benedetto Buglioni und Francesco Morandini.[7]
- Santa Maria, Pieve in Buiano ca. 2,5 km südlich des Ortes.[8] Wurde erstmals im 11. Jahrhundert erwähnt und im 12. Jahrhundert verändert.[7]
- San Matteo, Kirche in Memmenano. Enthält Werke aus der Werkstatt des Andrea Della Robbia (Pentecoste, um 1500/1505 entstanden).[7]

## Gemeindepartnerschaften
Der Ort pflegt einen Freundschaftspakt mit der Gmina Stegna (Polen) und offizielle Gemeindepartnerschaften mit:
- Palafolls, Spanien, seit 1990
- Ax-les-Thermes, Frankreich, seit 2008

## Söhne und Töchter der Stadt
- Mino da Fiesole (1430/31–1484), Architekt und Bildhauer
- Francesco Folli (1624–1685), geboren auf Schloss Poppi, praktischer Arzt und Betreuer der Medici in Florenz
- Tommaso Crudeli (1702–1745), Dichter, Freidenker und Freimaurer
- Anchise Brizzi (1887–1964), Kameramann
- Piero Gherardi (1909–1971), Art Director, Kostüm- und Szenenbildner
- Antonio Innocenti (1915–2008), Kurienkardinal der römisch-katholischen Kirche
- Giovanni Bernardo Gremoli OFMCap (1926–2017), Apostolischer Vikar von Arabien
- Mario Sabatini (* 1927), Filmregisseur und Drehbuchautor